# John of Greenford
John of Greenford († unsicher: 26. April 1180) war ein englischer Geistlicher. Ab 1173 war er Bischof von Chichester.

## Herkunft und Aufstieg als Geistlicher
John war ein wohl unehelicher Sohn eines Kanonikers, über den ansonsten nichts bekannt ist. Seinen Beinamen erhielt er nach Greenford in Middlesex, doch erhielt er den Beinamen erst in der Neuzeit, so dass unsicher ist, ob er aus dem Ort stammte. Wie sein Vater wurde John Geistlicher und erhielt anscheinend eine sorgfältige Ausbildung, ehe er Kanoniker an der Londoner St Paul’s Cathedral wurde. Die Einkünfte aus seiner Pfründe bezog er aus Islington in Middlesex, diese Pfründe hatte zuvor Robert of Chichester, der spätere Bischof von Exeter bezogen, der vermutlich mit John verwandt war. Dazu hatte John einen Bruder namens Philip, der ebenfalls Geistlicher war, und einen Neffen Roger, der Ritter wurde. Spätestens 1156 wurde John Dekan der Kathedrale von Chichester. Zusammen mit den Bischöfen Bartholomew von Exeter und Roger of Worcester wurde er mehrfach von den Päpsten als Richter in kirchlichen Streitfällen betraut. Dieses Amt versah er gewissenhaft, ging dabei aber gemäßigt und oft auf Ausgleich bedacht vor.

## Der Konflikt mit Battle Abbey
Die Bischöfe von Chichester lagen im 12. Jahrhundert mit den Äbten von Battle Abbey im Streit, die für ihr Kloster die Exemtion von der Oberhoheit der Bischöfe beanspruchten. Bischof Hilary hatte die Unterstützung von Papst Hadrian IV. erhalten, um das Kloster seiner Aufsicht zu unterstellen. In seinem Auftrag beorderte John im März 1157 Abt Walter de Luci nach Chichester. Der Abt erschien nicht und entschuldigte sich, dass er sein Einladungsschreiben verloren hätte. Daraufhin ließ ihm John eine Kopie seines Schreibens zustellen und verlangte höflich aber bestimmt, dass Abt Walter schriftlich seinen Gehorsam gegenüber Bischof Hilary erklären müsse. Dabei betonte er aber, dass der Abt weniger dem Bischof als vielmehr der Kathedrale von Chichester und damit sinnbildlich der Kirche Gehorsam leisten müsse. Dennoch wurde der Konflikt nicht entschieden.

## Bischof von Chichester

### Wahl zum Bischof
Im April 1173 wurde Greenford in Gegenwart des Justiciars Richard de Luci zum Bischof gewählt. Damit gehörte er zu den ersten fünf neuen Bischöfen, die nach der Ermordung von Erzbischof Thomas Becket Ende 1170 ernannt wurden. Gegen seine und andere Ernennungen protestierte der junge Heinrich, der älteste Sohn und Mitkönig von König Heinrich II. bei Papst Alexander III. Vier der neuen Bischöfe hatten als königliche Beamte den König im Konflikt gegen Becket unterstützt, während John in dem Konflikt keine Rolle gespielt hatte. Dennoch wurde auch er in den Streit zwischen Heinrich II. und seinem Sohn verwickelt. Dazu benötigte John wegen seiner unehelichen Herkunft und wegen seiner eingeschränkten Sehkraft je einen päpstlichen Dispens, so dass er erst am 6. Oktober 1174 zum Bischof geweiht werden konnte. Den Dispens für seine Sehkraft erteilte der Papst, nachdem die Bischöfe Bartholomew von Exeter und Roger von Worcester Greenfords Sehkraft als ausreichend eingeschätzt hatten.

### Wirken als Bischof
Auch als Bischof diente Greenford weiter als beauftragter päpstlicher Richter. Zusammen mit Bischof Bartholomew vermittelte er 1177 in Anwesenheit des Königs erfolgreich zwischen den Äbten von Gloucester, Reading und St Augustine’s Abbey in Bristol in einem Streit über die Rechte an einer Kirche in Gloucestershire. Anscheinend hatte Greenford als Bischof ein gutes Verhältnis zu seinem Kathedralkapitel, das er in zahlreiche Entscheidungen einband. Auch Battle Abbey gedachte seiner nach seinem Tod 1180 wohlwollend, obwohl er als Bischof den Streit um die Exemtion des Klosters fortführte. John wurde in der Kathedrale von Chichester beigesetzt.